# Waldemar Cierpinski
Waldemar Cierpinski (Neugattersleben, 3 de agosto de 1950) é um ex-fundista da Alemanha Oriental, bicampeão olímpico da maratona. É um dos dois únicos atletas na história dos Jogos Olímpicos a conseguir este feito.

## Carreira
Nascido na antiga Alemanha Oriental, Waldemar foi originalmente um corredor dos 3.000 m com barreiras, bem sucedido em competições nacionais, que migrou para a maratona em 1974. Virtualmente desconhecido internacionalmente quando chegou para disputar os Jogos de Montreal em 1976, ele surpreendeu a todo o mundo do atletismo ao conquistar a medalha de ouro na maratona, derrotando o então favorito e campeão olímpico Frank Shorter, dos Estados Unidos, estabelecendo novo recorde olímpico para a prova  - 2h 09min 55s - e quebrando a barreira das 2h 10min pela primeira vez em Jogos Olímpicos.
Em 1980, nos boicotados Jogos Olímpicos de Moscou, Waldemar reprisou a vitória, correndo conservadoramente até os últimos quilômetros da prova, para assumir a liderança e disparar nos 200 m finais, dentro da pista de atletismo, igualando-se ao lendário etíope Abebe Bikila como bicampeão olímpico da maratona.
Após uma medalha de bronze conquistada no primeiro Campeonato Mundial de Atletismo realizado em Helsinque em 1983, ele viu sua chance de um inédito terceiro título olímpico desaparecer com o boicote da URSS e seus aliados políticos aos Jogos Olímpicos de Los Angeles de 1984.
Hoje Waldemar vive na cidade de Halle an der Saale onde tem duas lojas de artigos esportivos e ainda participa por prazer de corridas de rua na Alemanha, sendo membro efetivo do Comitê Olímpico Alemão. Ele foi um dos principais dirigentes e coordenadores da fracassada candidatura de Leipzig à sede dos Jogos Olímpicos de 2012, vencida por Londres. Seu filho, Falk Cierpinsky, é um ex-triatleta convertido à maratona, que venceu a Maratona de Munique de 2007 e também competiu nesta prova no Campeonato Mundial de Atletismo de 2009, em Berlim.

## Controvérsias sobre doping
Com a reunificação alemã nos anos 1990, documentos do antigo estado alemão-oriental vieram à tona e comprovaram que, entre 1968 e 1988, as autoridades esportivas do país promoveram o fornecimento controlado de esteróides anabolizantes a mais de dez mil de seus atletas de diversas modalidades esportivas. Nos arquivos descobertos em Leipzig, sobre o atletismo alemão da época, Cierpinski teria o número-código 62. Apesar de suas negativas de que fizesse uso das drogas – os esteróides citados são comumente mais usados como doping por atletas que tem necessidade de força e explosão, não de maratonistas – o americano Frank Shorter, campeão olímpico da maratona em Munique 1972 e medalha de prata em Montreal 1976, atrás de Waldemar, tem travado uma batalha nas cortes esportivas desde os anos 1990 para que a vitória de Cierpinski seja anulada por doping e a medalha de ouro lhe seja entregue por direito.